# Géza Daruváry
Géza Daruváry de Daruvár (12 januari 1866 – 3 augustus 1934) was een Hongaars politicus, die diende als minister van Buitenlandse Zaken van 1922 tot 1924. Vóór de Eerste Wereldoorlog werkte hij als consul in verschillende landen. István Bethlen benoemde hem in 1922 ook tot minister van Justitie in zijn regering. Als buitenlandminister zocht hij aansluiting bij de Sovjet-Unie op vlak van handel en diplomatie, zij het tevergeefs.